# Минас (Уругвай)
Ми́нас (исп. Minas, «шахты») — город в юго-восточной части Уругвая, административный центр департамента Лавальеха.

## География
Расположен в южной части департамента, на высоте 140 м над уровнем моря, в месте пересечения национальных шоссе № 8 и № 12. На северо-востоке города находится большой парк Родо, включающий зоологический сад, бассейн и небольшое футбольное поле. На востоке города находится холм и парк Серро-Артигас, где имеется памятник герою Уругвая XIX века Хосе Артигасу.

## История
Город был основан в 1783 году, когда здесь поселились несколько семей из Астурии и Галисии, перебравшиеся сюда после неудачных попыток поселиться в Патагонии. Получил статус малого города (Villa) 8 октября 1830 года, а 16 июня 1937 года стал административным центром департамента Минас. Получил статус города (Ciudad) 16 мая 1888 года согласно постановлению № 1.980. 26 декабря 1927 года, после переименования департамента, стал административным центром департамента Лавальеха.

## Население
Население по данным на 2011 год составляет 38 446 человек.
| Год  | Население |
| ---- | --------- |
| 1908 | 13 345    |
| 1963 | 31 256    |
| 1975 | 35 225    |
| 1985 | 34 658    |
| 1996 | 37 146    |
| 2004 | 37 925    |
| 2011 | 38 446    |

Источник: Instituto Nacional de Estadística de Uruguay

## Известные личности
- Хуан Антонио Лавальеха — уругвайский революционный и политический деятель
- Себастьян Абреу — уругвайский футболист